# 1903 en football
Cet article présente les faits marquants de l'année 1903 en football.

## Février
- 14 février : à Wolverhampton, l'Angleterre bat l'Irlande 4-0.
- 28 février : match inter-ligues à Belfast opposant une sélection du championnat d'Irlande à une sélection du championnat écossais. Les Irlandais s'imposent 1-0.

## Mars
- 2 mars : à Portsmouth, l'Angleterre bat le pays de Galles 2-1.
- 3 mars : à Constantinople, l'équipe de Besiktas JK est fondée.
- 9 mars : à Cardiff, l'Écosse bat le pays de Galles 1-0.
- 14 mars : match inter-ligues à Glasgow opposant une sélection du championnat d'Écosse à une sélection du championnat d'Angleterre. Les Anglais s'imposent 3-0.
- 17 mars : Distillery FC enlève à Dublin la Coupe d'Irlande en dominant en finale The Bohemians AFC Dublin, 3-1.
- 21 mars : à Glasgow, l'Irlande bat l'Écosse 2-0.
- 28 mars : à Belfast, l'Irlande bat le pays de Galles 2-0.
- 29 mars : les Young Boys de Berne remportent le championnat de Suisse.

## Avril
- 4 avril : le R.C. Roubaix et le Racing club de France font match nul 2-2 au Parc des Princes en finale du championnat de France USFSA. Finale à rejouer.
- 4 avril : à Sheffield, l'Écosse bat l'Angleterre 2-1. À la suite de ce résultat, c'est l'Irlande qui remporte (à égalité) pour la première fois le Championnat Britannique.
- 8 avril : Athletic Bilbao remporte la Coupe d’Espagne face au Real Madrid, 3-2.
- 11 avril : les Glasgow Rangers et Heart of Midlothian FC font match nul en finale de la Coupe d'Écosse (1-1) ; finale à rejouer.
- 13 avril : Wrexham AFC remporte la Coupe du pays de Galles en s'imposant en finale 8-0 face à Aberaman FC.
- Sheffield Wednesday FC est champion d'Angleterre.
- Hibernian FC est champion d'Écosse.
- Distillery FC est champion d'Irlande.
- 18 avril : les Glasgow Rangers et Heart of Midlothian FC font à nouveau match nul en finale de la Coupe d’Écosse (0-0) ; finale à rejouer.
- 18 avril : Bury FC remporte la FA Cup face à Derby County, 6-0.
- 19 avril : le R.C. Roubaix est champion de France USFSA en s'imposant en finale à Lille face Racing club de France, 3-1.

- 25 avril : les Glasgow Rangers gagnent la Coupe d'Écosse en s'imposant en finale face à Heart of Midlothian FC, 2-0.
- 26 avril : fondation du club espagnole de l'Atlético de Madrid.
- 29 avril : Genoa champion d'Italie.
- Racing Bruxelles champion de Belgique.

## Mai
- 31 mai : VfB Leipzig est le premier champion d'Allemagne.
- À la suite du Drame d'Ibrox en 1902, la Fédération anglaise s'enregistre en tant que « limited company » afin de mettre à l'abri ses dirigeants en cas de tragédies similaires.

## Juillet
- 19 juillet : à deux journées de la fin de la compétition, Alumni est champion d'Argentine.

## Août
- 28 août : le Nacional est champion d'Uruguay.

## Septembre
- Au départ de la saison 1903-1904, le Board autorise les coups francs directs à la suite de fautes intentionnelles. L'arbitre est également autorisé à laisser jouer, suivant le principe de l'avantage.

## Octobre
- 10 octobre : match inter-ligues à Bradford opposant une sélection du championnat d'Angleterre à une sélection du championnat d'Irlande. Les Anglais s'imposent 2-1.
- 12 octobre : Victoria Saint-Pétersbourg remporte le championnat de Saint-Pétersbourg (Russie) mettant aux prises cinq clubs de la ville. Le club joue huit matches (5 victoires et 3 nuls) en utilisant 6 joueurs allemands, 6 anglais, 1 norvégien et 5 russes.
- 25 octobre : São Paulo AC champion de l'État de Sao Paulo (Brésil).
- L'USFSA française contacte la fédération anglaise pour fonder une fédération internationale. Les Anglais refusent ; ils déclarent qu'une telle institution n'aurait aucun intérêt…

## Naissances
- 10 janvier : Matthias Sindelar, footballeur autrichien.
- 23 janvier : Gejus van der Meulen, footballeur néerlandais.
- 1er février : Cesáreo Onzari, footballeur argentin.
- 2 février : Hughie Gallacher, footballeur écossais.
- 25 février : Guillermo Subiabre, footballeur chilien.
- 3 avril : Nilo, footballeur brésilien.
- 6 avril : Diógenes Lara, footballeur bolivien.
- 10 avril : Hugh Adcock, footballeur anglais.
- 20 avril : Franz Weselik, footballeur autrichien.
- 8 mai : Manuel Anatol, footballeur français.
- 20 mai : Hans Horvath, footballeur autrichien.
- 24 mai : Fernando Paternoster, footballeur argentin.
- 28 juin : André Maschinot, footballeur français.
- 12 octobre : Hervé Marc, footballeur français.
- 5 novembre : Guillermo Saavedra, footballeur chilien.
- 18 novembre : Luigi Allemandi, footballeur italien.
- 27 novembre : Wim Anderiesen, footballeur néerlandais.
- 10 décembre : Márton Bukovi, footballeur et entraîneur hongrois.
- 20 décembre : Domingo Tarasconi, footballeur argentin.

## Décès
- 17 janvier : Quintin Hogg, footballeur anglais.
- 25 octobre : Thomas McKeown, footballeur écossais.